# 2012년 영화
다음은 2012년 영화 분야에서 일어난 사건들에 대해 기록한다.

## 행사
- 제65회 영국 아카데미상
- 골든 글로브상
- 제84회 아카데미상
- 2012년 칸 영화제
- 2012년 부천국제판타스틱영화제
- 제69회 베네치아 국제 영화제
- 제17회 부산국제영화제

## 수상
황금곰상 (베를린 국제 영화제)
《시저는 죽어야 한다》(파올로, 비토리오 타비아니, 이탈리아)
황금종려상 (칸 영화제)
《아무르》(미하엘 하네케, 프랑스)
황금사자상 (베네치아 국제 영화제)
《피에타》(김기덕, 대한민국)

## 사망
| 월  | 일   | 이름               | 출신     | 향년  | 직업         |
| --- | ---- | ------------------ | -------- | ----- | ------------ |
| 1월 | 24일 | 테오 앙겔로풀로스  | 그리스   | 76세  | 영화 감독    |
| 2월 | 3일  | 벤 가자라          | 미국     | 81세  | 배우         |
| 2월 | 11일 | 휘트니 휴스턴      | 미국     | 48세  | 가수 겸 배우 |
| 2월 | 12일 | 데이비드 켈리      | 아일랜드 | 83세  | 배우         |
| 4월 | 4일  | 클로드 밀러        | 프랑스   | 70세  | 영화 감독    |
| 5월 | 16일 | 고바야시 스스무    | 일본     | 58세  | 배우         |
| 5월 | 29일 | 신도 가네토        | 일본     | 100세 | 영화 감독    |
| 6월 | 28일 | 지이 다케오        | 일본     | 70세  | 배우         |
| 7월 | 8일  | 어네스트 보그나인  | 미국     | 95세  | 배우         |
| 8월 | 19일 | 토니 스콧          | 영국     | 68세  | 영화 감독    |
| 9월 | 3일  | 마이클 클라크 덩컨 | 미국     | 54세  | 배우         |